# 吕朗日莱蒂永维尔
吕朗日莱蒂永维尔（法語：Rurange-lès-Thionville，法語發音：[ʁyʁɑ̃ʒ lɛ tjɔ̃vil]，意为“蒂永维尔附近的吕朗日”；洛林法兰克语：Rurchéngen）是法国摩泽尔省的一个市镇，属于蒂永维尔区。

## 地理
吕朗日莱蒂永维尔（49°16'38"N, 6°13'59"E）面积8.87 平方千米，位于法国大東部大區摩泽尔省，该省份为法国东北部内陆省份，是洛林的一部分，西南接默尔特-摩泽尔省，东临下莱茵省，北与卢森堡和德国接壤。
与吕朗日莱蒂永维尔接壤的市镇（或旧市镇、城区）包括：摩泽尔河畔艾、布斯、盖南日、吕唐日、特雷姆里、沃尔斯特罗夫。
吕朗日莱蒂永维尔的时区为UTC+01:00、UTC+02:00（夏令时）。

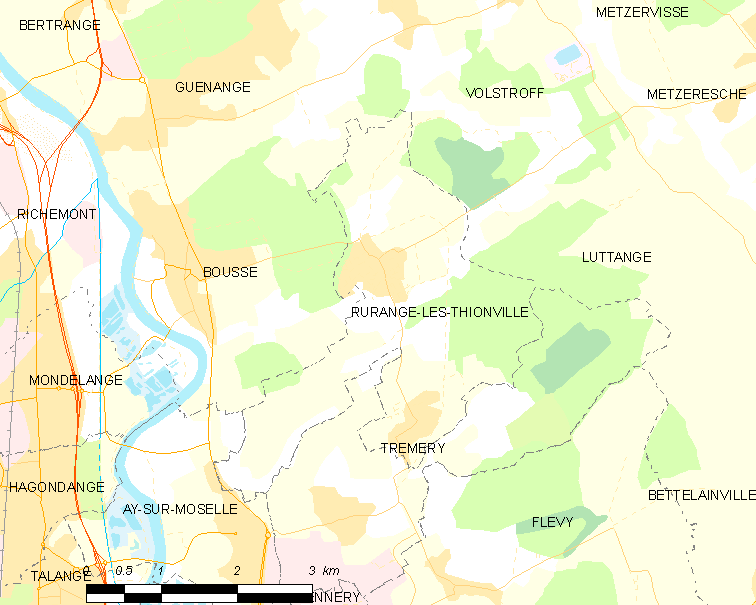
吕朗日莱蒂永维尔的OSM定位图

## 行政
吕朗日莱蒂永维尔的邮政编码为57310，INSEE市镇编码为57602。

## 政治
吕朗日莱蒂永维尔所属的省级选区为梅采维斯县。

## 人口

1962-2008年间吕朗日莱蒂永维尔人口变化图示

吕朗日莱蒂永维尔于2022年1月1日时的人口数量为2349人。